# Saint-Germain-Laval (Loara)
Saint-Germain-Laval – miejscowość i gmina we Francji, w regionie Owernia-Rodan-Alpy, w departamencie Loara.
Według danych na rok 1990 gminę zamieszkiwało 1510 osób, a gęstość zaludnienia wynosiła 88 osób/km² (wśród 2880 gmin regionu Rodan-Alpy Saint-Germain-Laval plasuje się na 568. miejscu pod względem liczby ludności, natomiast pod względem powierzchni na miejscu 644.).